# Bayerische B XI
| Bayerische B XI DR-Baureihe 367–8                                             | Bayerische B XI DR-Baureihe 367–8 | Bayerische B XI DR-Baureihe 367–8 |
| ----------------------------------------------------------------------------- | --------------------------------- | --------------------------------- |
|                                                                               |                                   |                                   |
| Nummerierung:                                                                 | 1201–1239 ab 1926: DR 36 701–708  | 1240–1339 ab 1926: DR 36 751–826  |
| Anzahl:                                                                       | 39                                | 100                               |
| Hersteller:                                                                   | Maffei                            | Maffei, Krauss                    |
| Baujahr(e):                                                                   | 1892–1893                         | 1895–1900                         |
| Ausmusterung:                                                                 | bis 1926                          | bis 1931                          |
| Bauart:                                                                       | 2'B n2                            | 2'B n2v                           |
| Spurweite:                                                                    | 1435 mm                           | 1435 mm                           |
| Länge über Puffer:                                                            | 159791 / 168852 mm                | 16986 mm                          |
| Radstand mit Tender:                                                          | 128951 / 139702 mm                | 14095 mm                          |
| Dienstmasse:                                                                  | 50,4 t                            | 51,0 / 51,53 t                    |
| Reibungsmasse:                                                                | 28,5 t                            | 28,8 / 29,63 t                    |
| Radsatzfahrmasse:                                                             | 14,3 t                            | 14,4 / 14,83 t                    |
| Höchstgeschwindigkeit:                                                        | 90 km/h                           | 90 km/h                           |
| Treibraddurchmesser:                                                          | 1870 mm                           | 1870 mm                           |
| Laufraddurchmesser (vorn):                                                    | 1006 mm                           | 1006 mm                           |
| Steuerungsart:                                                                | Heusinger, außen                  | Heusinger, außen                  |
| Zylinderanzahl:                                                               | 2                                 | 2                                 |
| Zylinderdurchmesser:                                                          | 430 mm                            | 455/670 mm                        |
| Kolbenhub:                                                                    | 610 mm                            | 610 mm                            |
| Kesselüberdruck:                                                              | 12 kg/cm² = 11,77 bar             | 13 kg/cm² = 12,75 bar             |
| Rostfläche:                                                                   | 2,24 m²                           | 2,26 m²                           |
| Verdampfungsheizfläche:                                                       | 116,2 m²                          | 116,8 m²                          |
| Tender:                                                                       | bay 3 T 14,5 bay 2'2' T 18        | bay 2'2' T 18                     |
| Dienstmasse des Tenders:                                                      | 36,0 / 43,0 t                     | 43,0 t                            |
| Wasservorrat:                                                                 | 14,5 / 18,0 m³                    | 18,0 m³                           |
| Brennstoffvorrat:                                                             | 6,0 / 6,5 t Kohle                 | 6,5 t Kohle                       |
| 1 mit Tender bay 3 T 14,5 2 mit Tender bay 2'2' T 18 3 ab Betriebsnummer 1318 |                                   |                                   |

Bayerische B XI, 36 704 der Deutschen Reichsbahn

Die Dampflokomotiven der Gattung B XI der Königlich Bayerischen Staatsbahn wurden zwischen 1895 und 1900 von der Firma Maffei für den Einsatz in Bayern gebaut. Die erste Lieferung umfasste 39 Fahrzeuge mit Zweizylindernassdampftriebwerken, weitere 100 mit Zweizylinderverbundtriebwerken folgten bis 1900.
Die Deutsche Reichsbahn übernahm als Baureihe 36.7 acht Maschinen der ersten Serie mit den Betriebsnummern 36 701 bis 36 708 und 76 der zweiten Serie mit den Nummern 36 751 bis 36 826.
Die Lokomotiven waren mit Schlepptendern der Bauarten bay 3 T 12, bay 3 T 14,5 und 2'2' T 18 ausgerüstet. Die Fahrzeuge waren die ersten Loks, welche mit einem vierachsigen Schlepptender betrieben wurden.